# Carlo Figoli
Carlo Figoli (Nizza Marittima, 28 giugno 1808 – Genova, 12 ottobre 1892) è stato un politico italiano.

## Biografia
Nasce a Nizza Marittima da Francesco Figoli e Margherita Casaccia. Industriale e commerciante, svolse il ruolo di agente della compagnia di navigazione Cunard Line. Nel 1866 è cofondatore della succursale di Genova del Banco anglo-italiano e nel 1873 della Compagnia generale delle miniere.
A maggio del 1860, durante la VII legislatura del Regno di Sardegna, viene eletto deputato dal collegio di Novi Ligure e si iscrive al gruppo della Destra liberale.
Viene nominato senatore il 9 novembre 1872 appartenendo alla categoria 21 (le persone che da tre anni pagano tremila lire d'imposizione diretta in ragione dei loro beni o della loro industria).